# Shaquille O'Neal
Shaquille Rashaun O’Neal (Newark, Nueva Jersey, 6 de marzo de 1972) es un exjugador de baloncesto estadounidense que disputó 19 temporadas en la NBA. Con 2,16 metros de altura, jugaba en la posición de pívot. Es considerado como uno de los jugadores más dominantes de la historia de la NBA, donde ganó cuatro campeonatos, tres con Los Angeles Lakers y uno con Miami Heat, además de finalizar subcampeón con Orlando Magic en 1995 y con Los Angeles Lakers en 2004.
En cuanto a galardones individuales, ha logrado un MVP de la temporada en 2000, ocho apariciones en el mejor quinteto de la NBA, tres MVP de las Finales, tres MVP del All-Star Game (el último de ellos, compartido con su excompañero de los Lakers Kobe Bryant) y el Rookie del Año. Es el octavo máximo anotador de la historia de la NBA con 28 596 puntos.
Con la selección estadounidense, cosechó el oro olímpico en 1996 y el Mundial de 1994 en Canadá, siendo elegido MVP de dicho campeonato.
El 11 de septiembre de 2008, O'Neal declaró que se retiraría del baloncesto en 735 días, lo que significaba que tras la temporada 2009-10 se haría oficial su retirada. Sin embargo, continuó en la plantilla de los Boston Celtics una temporada más. Una vez finalizada, el 1 de junio de 2011 anunció a través de la red social Twitter su retirada definitiva de las canchas de baloncesto.
Tras su retirada, comenzó a colaborar en Inside NBA para el canal estadounidense TNT, haciendo una breve sección conocida como Shaqtin' a Fool, en la que repasa los momentos más cómicos ocurridos durante la semana.
El 4 de abril de 2016 se hizo oficial su ingreso en el Salón de la Fama del Baloncesto.
El 13 de febrero de 2024, los Orlando Magic le retiraron su camiseta número 32, siendo el primer número retirado a un jugador en la franquicia.
En abril de 2025 se convierte en General Manager del programa deportivo de baloncesto de la universidad Estatal de Sacramento.

## Trayectoria deportiva

### Universidad

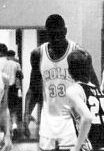
O'Neal jugando para su equipo del instituto Robert G. Cole en 1988-89.

O'Neal comenzó jugando en el Linton Middle School antes de liderar al Instituto Robert G. Cole de San Antonio, Texas, a un récord de 68 victorias y una derrota durante sus dos años en el equipo. También lideró a su equipo a ganar el título estatal en su año sénior.
Tras su graduación de la escuela secundaria, O'Neal asistió a la Universidad Estatal de Luisiana, donde fue miembro de la organización fraternal afroamericana Omega Psi Phi y estudió empresariales. Su entrenador era Dale Brown, al que O'Neal conoció hace años en Europa, debido al tiempo que el jugador vivió en la base del Ejército de los Estados Unidos en Wildflecken (Alemania) por el trabajo de su padrastro. En Louisiana State jugó tres temporadas, desde 1990 hasta 1992, abandonando la universidad con promedios de 21.6 puntos, 13.5 rebotes y 4.6 tapones en los 90 partidos que disputó. En su primera temporada firmó 13.9 puntos y 12 rebotes por encuentro, explotando en su campaña sophomore (segunda) con 27.6 puntos, 14.7 (líder de la NCAA) rebotes y 5 tapones por partido. Además, el 3 de diciembre de 1990 colocó 17 tapones ante Misisipi State, convirtiéndose en un récord de la NCAA. En su periplo en los Tigers de Louisiana State, O'Neal fue nombrado en dos ocasiones All-American y Jugador del Año de la Southeastern Conference, y ganó el Premio Adolph Rupp al mejor jugador del año de la NCAA en 1991. Además, en su tercer año lideró la NCAA en tapones con 5.3 por partido, abandonó la universidad como el máximo taponador de la historia de los Tigers y se convirtió en el primer jugador que lidera la Southeastern Conference en rebotes durante tres años consecutivos desde Charles Barkley.
Un dato curioso y bastante olvidado es que, cuando se formó la Selección estadounidense para los Juegos Olímpicos de Barcelona-92, equipo que quedó inmortalizado para la historia como primer y genuino "Dream Team" (equipo de ensueño), la Federación americana cedió a las presiones mediáticas y además de los seleccionados 11 mejores jugadores de la NBA (entre los que se encontraban leyendas como Michael Jordan, "Magic" Johnson y Larry Bird) dejó un puesto para un jugador procedente de la NCAA (campeonato universitario), tradicional vivero no profesional del que siempre se nutría la selección olímpica estadounidense. Shaquille O'Neal formó parte de la terna final de pívots candidatos al puesto, junto a Alonzo Mourning y Christian Laettner, quien fue finalmente el elegido y que tuvo el honor de formar parte de aquel equipo mítico y legendario por haber sido elegido el jugador más valioso del año en la NCAA y también por haber sido campeón ese mismo año con la universidad de Duke. Para algunos sectores dentro de la prensa deportiva, la elección de Christian Laettner por encima de O'Neal generó mucha polémica.
O'Neal regresó en 2000 a la Universidad Estatal de Luisiana y recibió el Bachelor of Arts en Estudios Generales. Se graduó con un PHD de Barry University en Miami en mayo del 2012. Posteriormente fue incluido en el Salón de la Fama de la universidad.

### Profesional

#### Orlando Magic
O'Neal fue seleccionado en la primera posición del Draft de la NBA de 1992 por Orlando Magic. Durante el verano, antes de trasladarse a Orlando, pasó una gran cantidad de tiempo en Los Ángeles bajo la tutela de Magic Johnson. O'Neal completó una extraordinaria primera temporada en la liga, ayudando a los Magic a ganar 20 partidos más que la anterior temporada aunque quedándose fuera de playoffs por la mínima. Sus promedios fueron de 23,4 puntos y 13,9 rebotes por partido, consiguiendo fácilmente el Rookie del Año. Además se convirtió en el primer jugador en la historia de la NBA en ser nombrado Mejor Jugador de la Semana en su primera semana en la liga. O'Neal también disputó el All-Star Game, anotando 14 puntos, y ganó en cuatro ocasiones el premio al mejor rookie del mes (noviembre, diciembre, enero y febrero). En dos ocasiones durante la temporada, ambos eran partidos televisados en toda la nación, O'Neal realizó un mate con tanta fuerza que rompió los soportes del tablero. La primera vez fue en un partido ante Phoenix Suns y la segunda ante New Jersey Nets.
La segunda temporada de Shaq fue incluso mejor que la primera. Junto con su nuevo compañero Anfernee "Penny" Hardaway, O'Neal promedió 29.3 puntos y lideró la NBA en porcentaje de tiros de campo con un 60 % y en dobles-dobles. Jugó por segundo año consecutivo el All-Star, fue elegido en el tercer mejor quinteto de la liga y ganó los premios al mejor jugador del mes en diciembre y en marzo. El 20 de noviembre de 1993 firmó su primer triple-doble, ante los Nets, con 24 puntos, 28 rebotes (récord personal) y 15 tapones. Aquella temporada fue la primera en la que los Magic accedieron a playoffs, cayendo eliminados en primera ronda ante Indiana Pacers por 3-0.
Durante el verano de 1994, O'Neal fue seleccionado para disputar el Mundial de Baloncesto de Canadá. Con 18 puntos por partido de promedio, fue el octavo máximo anotador de la competición, miembro del mejor quinteto del torneo y MVP. Estados Unidos ganó los ocho partidos que disputó, alcanzando el oro en la final ante Rusia por 137-91.
En su tercera temporada en los Magic, O'Neal lideró la NBA en anotación con 29.3 puntos por noche y fue el tercer jugador más votado para disputar el All-Star Game. Orlando ganó 57 partidos y se coronó campeón de la División Atlántico. En playoffs, por primera vez accedían a las Semifinales de Conferencia tras derrotar a Boston Celtics en primera ronda, pero se toparon con los Chicago Bulls de Michael Jordan, que regresó a la competición durante esta temporada tras su breve retiro. En seis partidos los Magic vencieron a los Bulls, y tras ganar a Indiana Pacers en las Finales de Conferencia, los Magic se clasificaron para las primeras Finales de la NBA de su historia. Sin embargo fueron barridos por Houston Rockets, campeones de la NBA por segundo año consecutivo. O'Neal fue elegido en el segundo mejor quinteto de la temporada y finalizó segundo en la votación por el MVP. Según el propio Shaq, fue superado en todo momento por el pívot de los Rockets Hakeem Olajuwon, más experimentado en este tipo de duelos, a pesar de los admirables números en la serie del de los Magic. O'Neal declaró que ésta fue una de los dos veces en su vida que lloró (la otra fue por la muerte de su abuela). Su padre también usó la derrota como motivación, diciendo a su hijo que «tal vez no deberías haber chocado la mano del Sr. Olajuwon» (en felicitación por la victoria).
En la temporada 1995-96, O'Neal se lesionó y tuvo que pasar 28 partidos en el dique seco. Promedió 26,6 puntos por partidos, integró el tercer mejor quinteto de la liga y disputó su cuarto All-Star Game (donde fue el máximo anotador del partido con 25 puntos y capturó 10 rebotes). Orlando ganó 60 partidos en la temporada regular, pero fue eliminado en las Finales de Conferencia por Chicago Bulls, a la postre campeones de la NBA. Al finalizar la campaña y convertido en agente libre, O'Neal contempló la posibilidad de dejar el equipo. 
Llegados a este punto, Shaq ya había probado fortuna en el mundo de la música, lanzando al mercado tres discos de rap, el último de ellos durante el verano de 1996. También aprovechó para dar el salto a la gran pantalla con las películas Blue Chips de 1993 y junto a Nick Nolte, y Kazaam de 1996. El 19 de julio de 1996, Shaq y su novia Arnetta se convirtieron en padres con el nacimiento de su hija Teheara. También formó parte de la selección estadounidense que ganó la medalla de oro en los Juegos Olímpicos de Atlanta, promediando 9,3 puntos y 5,3 rebotes en los ocho partidos disputados.

#### Los Angeles Lakers
Tras la temporada 1995-96, O'Neal optó por abandonar los Magic y fichar por Los Angeles Lakers por siete años y 122 millones de dólares. O’Neal se vio obligado a cambiar su dorsal 32 de los Magic por el 34 debido a que el primero estaba retirado en honor a Magic Johnson. El jugador se encontró con unos jóvenes Lakers que recientemente habían regresado a los playoffs, pero de los que poco se podía esperar por el momento. La llegada del pívot cambió las expectativas, pero debido a las lesiones se tuvo que perder un gran número de partidos durante la temporada 1996-97 y el equipo pagó en exceso la baja de su estrella. Para la 1997-98, Rick Fox y Robert Horry llegaron al equipo y Jerry West fue contratado como general mánager. A pesar de que los Lakers consiguieron 61 victorias en temporada regular, volvieron a caer eliminados en playoffs ante Utah Jazz por segunda temporada consecutiva, las dos primeras de O'Neal en el equipo. En 1997 fueron derrotados en Semifinales de Conferencia por 4-1 y en 1998 en las Finales de Conferencia por 4-0. 

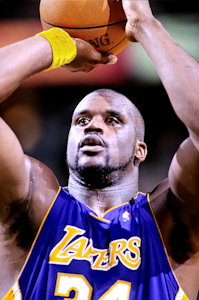
O'Neal lanzando un tiro libre con los Lakers.

Con el dúo formado entre O'Neal y la joven estrella Kobe Bryant, los Lakers eran un equipo en crecimiento. Sin embargo, durante la temporada 1998-99 se realizaron varios cambios en la plantilla. Nick Van Exel fue traspasado a Denver Nuggets tras una disputa con O'Neal, mientras que Eddie Jones y el pívot Elden Campbell fueron enviados a Charlotte Hornets por Glen Rice, satisfaciendo así las necesidades de O'Neal en las que exigía un tirador. El entrenador Del Harris fue despedido y el exjugador de los Bulls Dennis Rodman fichó por el equipo, aunque disputó solamente 23 partidos. El resultado de tantos movimientos no fue bueno para el grupo, que cayó eliminado en Semifinales de Conferencia por San Antonio Spurs. A posteriori, los Spurs ganaron su primer campeonato de la NBA.
En 1999, los Lakers ficharon como entrenador a Phil Jackson, campeón en seis ocasiones con los Bulls, por lo que la suerte del equipo cambió de manera radical. Utilizando el triángulo ofensivo, O'Neal y Bryant lideraron al equipo a tres títulos consecutivos (2000, 2001 y 2002) y con O'Neal como MVP de las Finales en todas ellas. 
La temporada 1999-00 fue la más exitosa de O'Neal. Fue nombrado MVP de la temporada, quedándose a un voto de convertirse en el primer MVP elegido de manera unánime en la historia de la NBA. Fred Hickman, por entonces de la CNN, fue el único votante que no optó por el pívot para la primera plaza, escogiendo a Allen Iverson de Philadelphia 76ers. Además de todo, Shaq ganó también el MVP del All-Star Game junto con Tim Duncan y el MVP de las Finales, un logro solo conseguido por otros dos jugadores más en la historia (ganar los tres MVP). En el apartado estadístico, fue el máximo anotador de la temporada regular con 29.7 puntos, finalizó segundo en rebotes y tercero en tapones. Por primera vez en su carrera formó parte de los mejores quintetos defensivos de la liga, concretamente del segundo, y fue elegido mejor jugador del mes en noviembre, febrero y marzo, entrando así en la historia al ser el primer jugador en ganar este premio en tres ocasiones durante una temporada. Los Lakers ganaron 67 partidos en temporada regular y se alzaron con su primer campeonato de la NBA tras derrotar en las Finales de 2000 a Indiana Pacers en seis partidos.

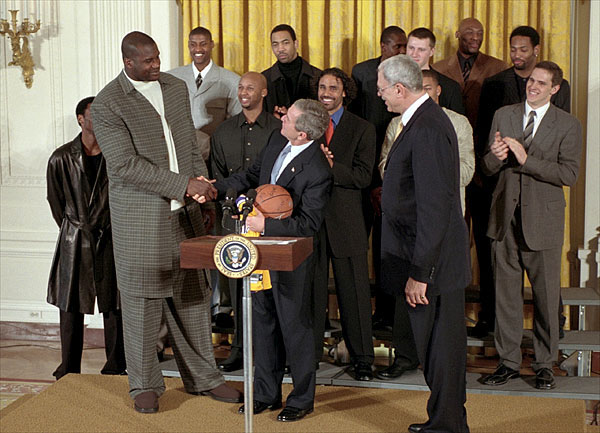
O'Neal y los Lakers en la Casa Blanca tras ganar el campeonato de 2001.

En la siguiente temporada, los Lakers demostraron estar un escalón por encima del resto al ganar el anillo de campeón cediendo tan solo un partido en playoffs. Tanto Portland Trail Blazers (3-0), Sacramento Kings y San Antonio Spurs (4-0 ambos) fueron barridos por los californianos, que llegaron a las Finales de 2001 invictos en postemporada. Los 76ers de Iverson fue el único equipo que consiguió batirlos, venciendo en el primer encuentro de la serie pero cayendo en los cuatro siguientes. Al año siguiente, el camino hacia el título no fue tan sencillo. Los Lakers se enfrentaron a los Kings en las Finales de Conferencia, y de no ser por un triple en la bocina de Robert Horry en el cuarto partido, los Lakers hubieran caído eliminados. Las Finales ante los New Jersey Nets de Jason Kidd (segundo en la votación por el MVP aquella temporada) fueron otra historia; 4-0 para los Lakers y three-peat.
Después de que los Lakers finalizaran la temporada regular 2002-03 en la quinta posición de la Conferencia Oeste y no revalidaran su campeonato (fue eliminado por los Spurs en Semifinales de Conferencia), el equipo hizo un esfuerzo en mejorar su plantilla. Contrataron a los veteranos agentes libres Karl Malone y Gary Payton, ambos rebajando sustancialmente sus pretensiones económicas debido a las restricciones del límite salarial de la NBA con el objetivo de fichar por los Lakers y ganar un campeonato, algo que se les resistía a los dos jugadores. O'Neal ayudó en sus fichajes y los convenció personalmente de unirse al equipo. A principios de la temporada 2003-04, con dos años aún de contrato con los Lakers, O'Neal informó al equipo de su deseo de una extensión de su contrato; la franquicia, en cambio, se mantuvo indecisa y especialmente preocupada por su dudosa ética de trabajo, posibles lesiones y por una declive general de su juego debido a la edad. Otro asunto que también preocupaba mucho a la directiva de los Lakers era la relación del pívot con Kobe Bryant, ya que ambos habían entrado en un conflicto verbal público durante la pretemporada. El contrato de Bryant con los californianos finalizaba al terminar la temporada, por lo que se creyó que O'Neal decidiría no permanecer en los Lakers con Bryant como compañero. 
Tras el fracaso de los Lakers al ser derrotados en las Finales de 2004 por Detroit Pistons (4-1), O'Neal mostró su enfado por los comentarios del general mánager del equipo Mitch Kupchak con respecto a su futuro en el equipo, y por la salida de Phil Jackson a petición del propietario del equipo Jerry Buss. Los comentarios realizados por O'Neal indicaban que sintió que las decisiones tomadas por la franquicia estaban centradas en un deseo de apaciguar a Bryant de todos los problemas y preocupaciones, por lo que Shaq exigió el traspaso. Mark Cuban, propietario de Dallas Mavericks, estaba sumamente interesado en contratar a O'Neal, pero Kupchak pidió a cambio a Dirk Nowitzki, la estrella de los Mavs. Cuban rechazó vender a Nowitzki y las negociaciones con los Mavericks llegaron a su fin. Sin embargo, Miami Heat mostró interés y finalmente se hizo con los servicios del pívot.

#### Miami Heat

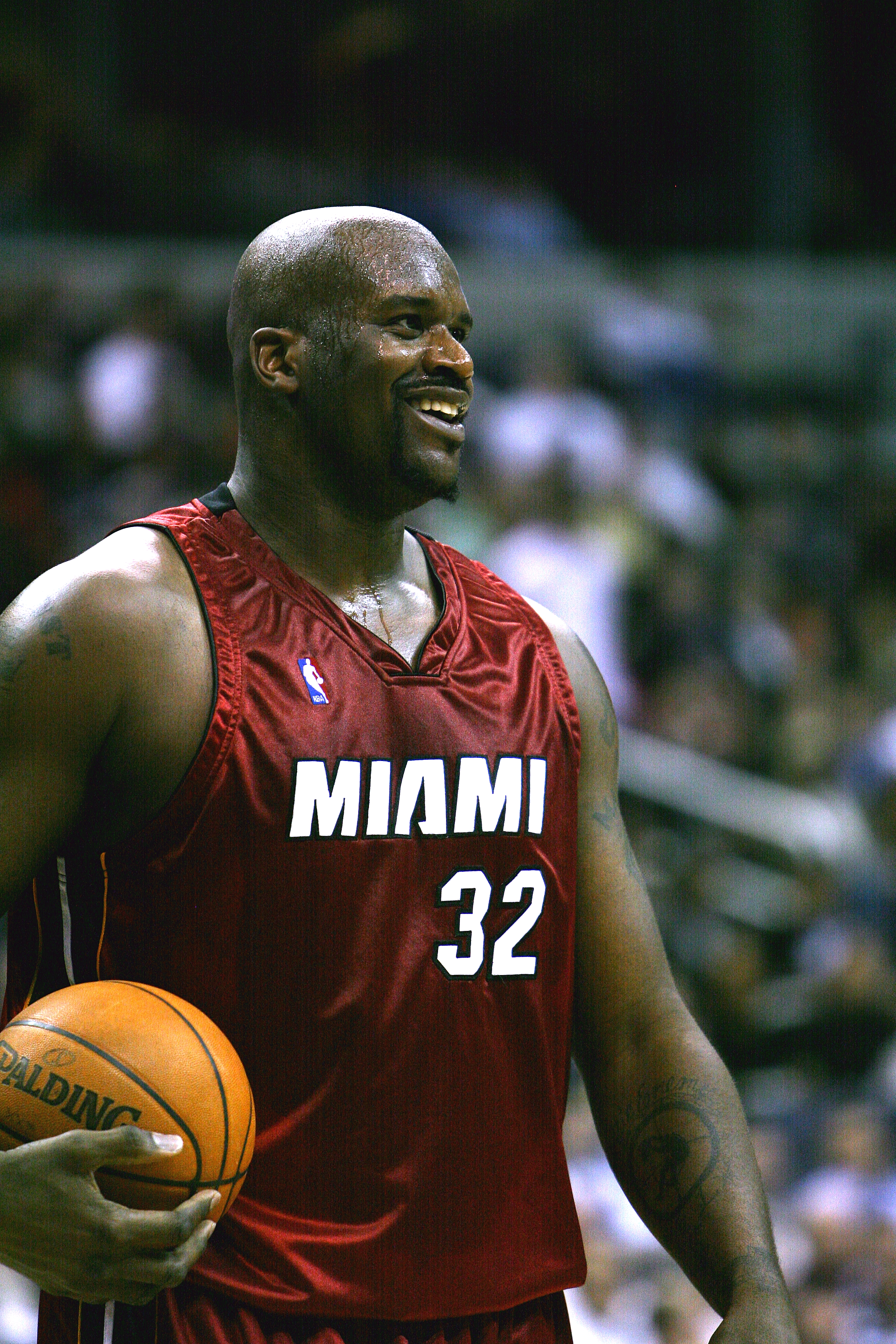
O'Neal en un partido con los Heat.

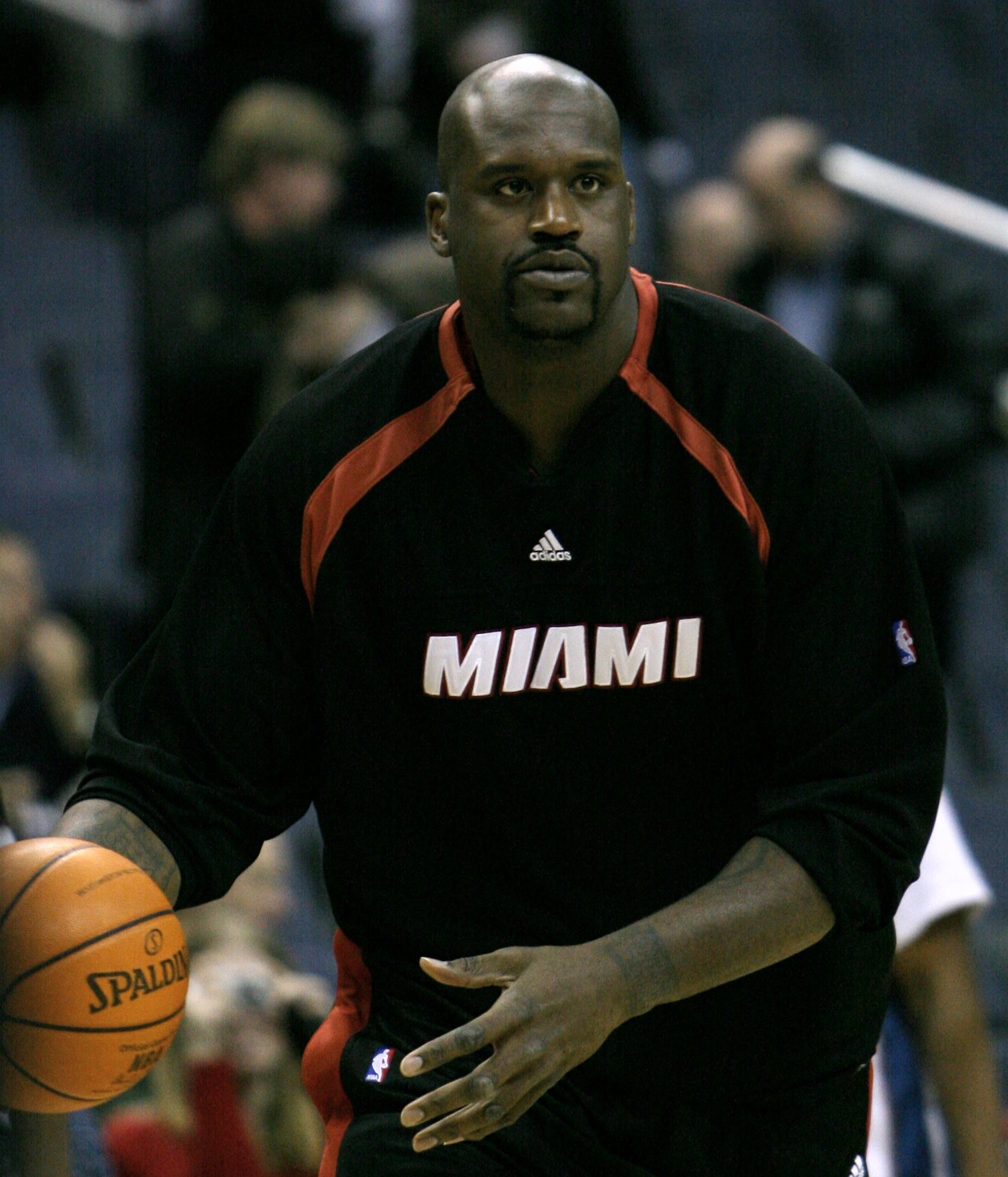
O'Neal con los Heat en 2007.

El 14 de julio de 2004, O'Neal fue oficialmente traspasado a Miami Heat a cambio de Lamar Odom, Caron Butler, Brian Grant y una futura primera ronda de draft. Posteriormente fue incluido en el Salón de la Fama de la universidad. O'Neal se cambió el dorsal del 34 que usaba en los Lakers al 32 que utilizó en su etapa en Orlando Magic. En su presentación con los Heat, Shaq prometió a los aficionados un anillo de campeón.
Con O'Neal a bordo, los Heat lograron el mejor récord de la Conferencia Este con 59 victorias y 23 derrotas. O'Neal promedió 22.9 puntos y 10.2 rebotes por partido, siendo elegido por 12.º año consecutivo para jugar el All-Star Game; formó también parte del mejor quinteto de la liga. A pesar de tener su muslo dolorido, Shaq lideró a los Heat a las Finales de Conferencia y al séptimo partido ante Detroit Pistons, que perdieron por un margen estrecho. Steve Nash, base de Phoenix Suns, ganó a O'Neal en la votación de uno de los MVP de la Temporada más igualados en la historia de la NBA.
En agosto de 2005, O'Neal firmó una extensión de su contrato de 5 años a razón de 100 millones de dólares. En el segundo partido de la temporada 2005-06, el pívot se lesionó el tobillo derecho y se tuvo que perder los 18 siguientes partidos. Tras su regreso, Pat Riley comenzó a limitar sus minutos de juego con el fin de llegar a los playoffs sano y descansado. Aunque O'Neal firmara unos promedios bajos en puntos, rebotes y tapones, declaró en una entrevista: 

«No me importan las estadísticas. Me preocupo por ganar, no por las estadísticas. Si anoto 0 puntos y ganamos, estoy contento. Si anoto 50 o 60 puntos, bato récords, y perdemos, me cabreo».

Durante la temporada, los Heat lograron un 50 % de victorias sin O'Neal en pista. El 11 de abril de 2006 logró el segundo triple-doble en su carrera, con 15 puntos, 11 rebotes y 10 asistencias (récord en su carrera) ante Toronto Raptors. O'Neal finalizó la liga como líder en porcentaje de tiros de campo, convirtiéndose junto a Wilt Chamberlain en el único jugador capaz de liderarla en nueve ocasiones.

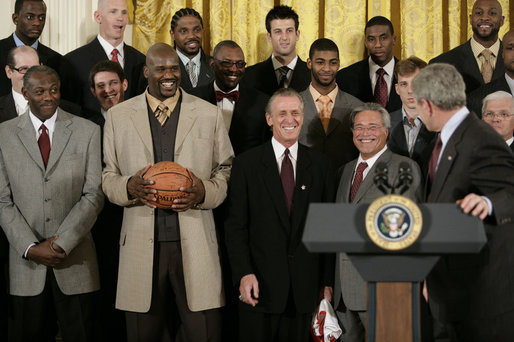
O'Neal visitando la Casa Blanca con los Heat campeones de la NBA de 2006.

En los playoffs de 2006 los Heat no mostraron demasiados problemas en eliminar a Chicago Bulls (4-2 y con Shaq firmando 30 puntos y 20 rebotes en el sexto encuentro) y New Jersey Nets (4-1) antes de enfrentarse a los Pistons en las Finales de Conferencia. En esta ocasión vengaron la derrota del año anterior y eliminaron a los actuales campeones de conferencia por 4-2, logrando así los Heat disputar las primeras Finales de la NBA en su historia. En ellas ganaron a Dallas Mavericks tras empezar perdiendo la serie por 2-0; Miami venció cuatro partidos consecutivos y se alzó con el anillo de campeón. Dwyane Wade se proclamó MVP de las Finales. Este se convertía en el cuarto campeonato de O'Neal y en sus sextas Finales.
En la siguiente temporada, O'Neal se perdió 30 partidos por culpa de una lesión en la rodilla derecha y los Heat notaron su baja pasando de ganar 52 partidos en la 2005-06 a 44 en 2006-07. Tras su vuelta a las canchas, el equipo ganó siete de ocho partidos, pero la mala suerte continuó en Miami dado que Wade se dislocó el hombro izquierdo y dejó a O'Neal prácticamente solo en el equipo. Se dudaba que el pívot, fuera de su mejor forma y con 35 años, pudiera echarse el equipo a sus hombros y liderarlo a playoffs. O'Neal cumplió y guio a los Heat a la postemporada, asegurando su pase en la victoria del 5 de abril ante Cleveland Cavaliers. En la primera ronda de playoffs, los Bulls no dieron opciones a los actuales campeones al derrotarlos por 4-0. Era la primera en la carrera de O'Neal que no accedía a unas Semifinales de Conferencia. Durante esta temporada, O'Neal llegó hasta los 25 000 puntos, convirtiéndose en el decimocuarto jugador en la historia en conseguirlo. A pesar de ese logro, la 2006-07 fue la primera temporada en la que Shaq se quedaba por debajo de los 20 puntos por partido de promedio. 
Ya en la 2007-08, los promedios de O'Neal tanto en puntos, rebotes y tapones comenzaron a descender considerablemente. Su rol ofensivo en los Heat disminuyó, intentando solo 10 tiros de campo por partido por los 17 que promediaba previamente en su carrera. Como consecuencia de su bajo nivel de juego y sus largas ausencias por lesión, O'Neal puso fin a su racha de 14 apariciones consecutivas en el All-Star Game, ya que no fue seleccionado ni como reserva.

#### Phoenix Suns

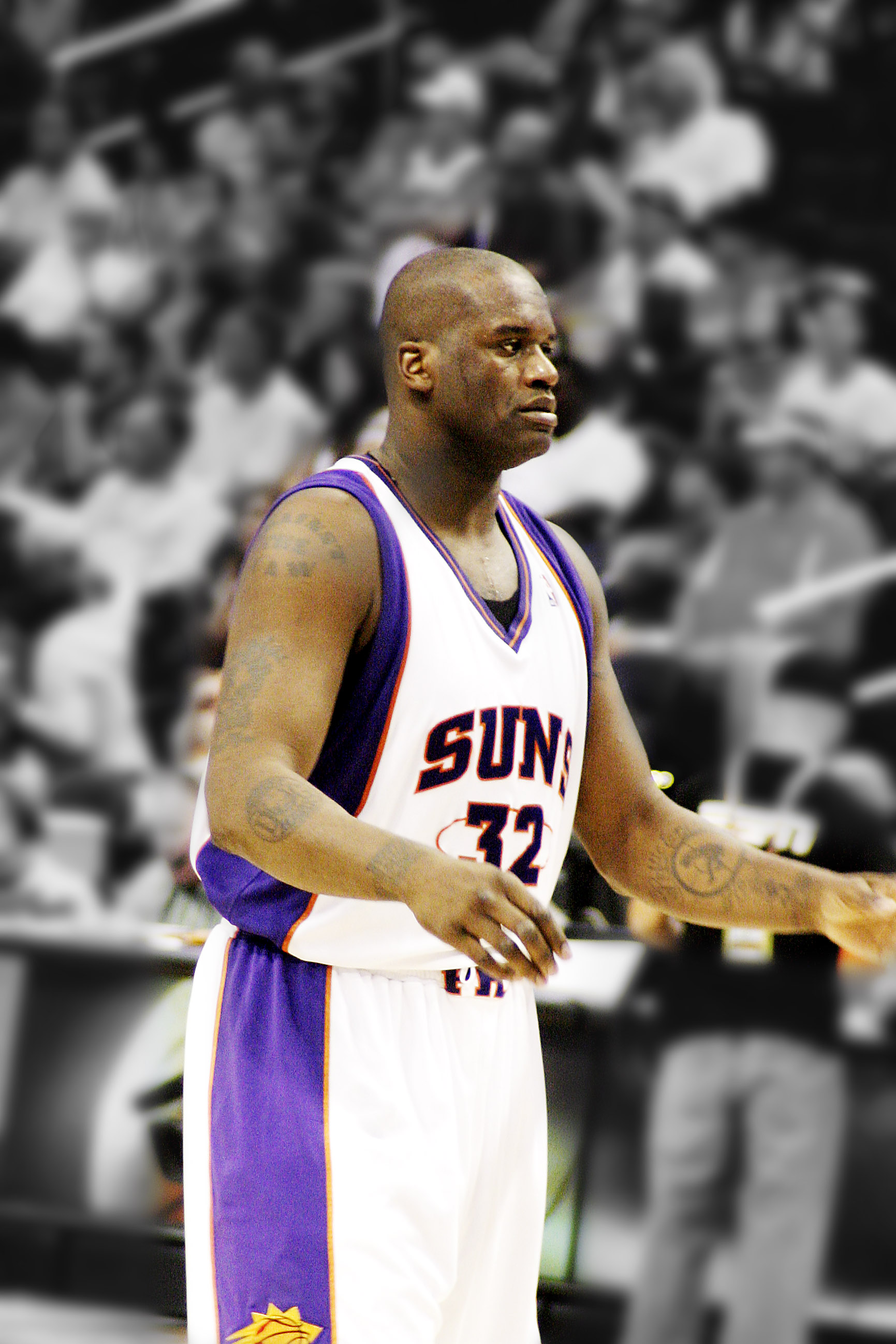
Tras Magic, Lakers y Heat, Shaq recaló en Phoenix Suns.

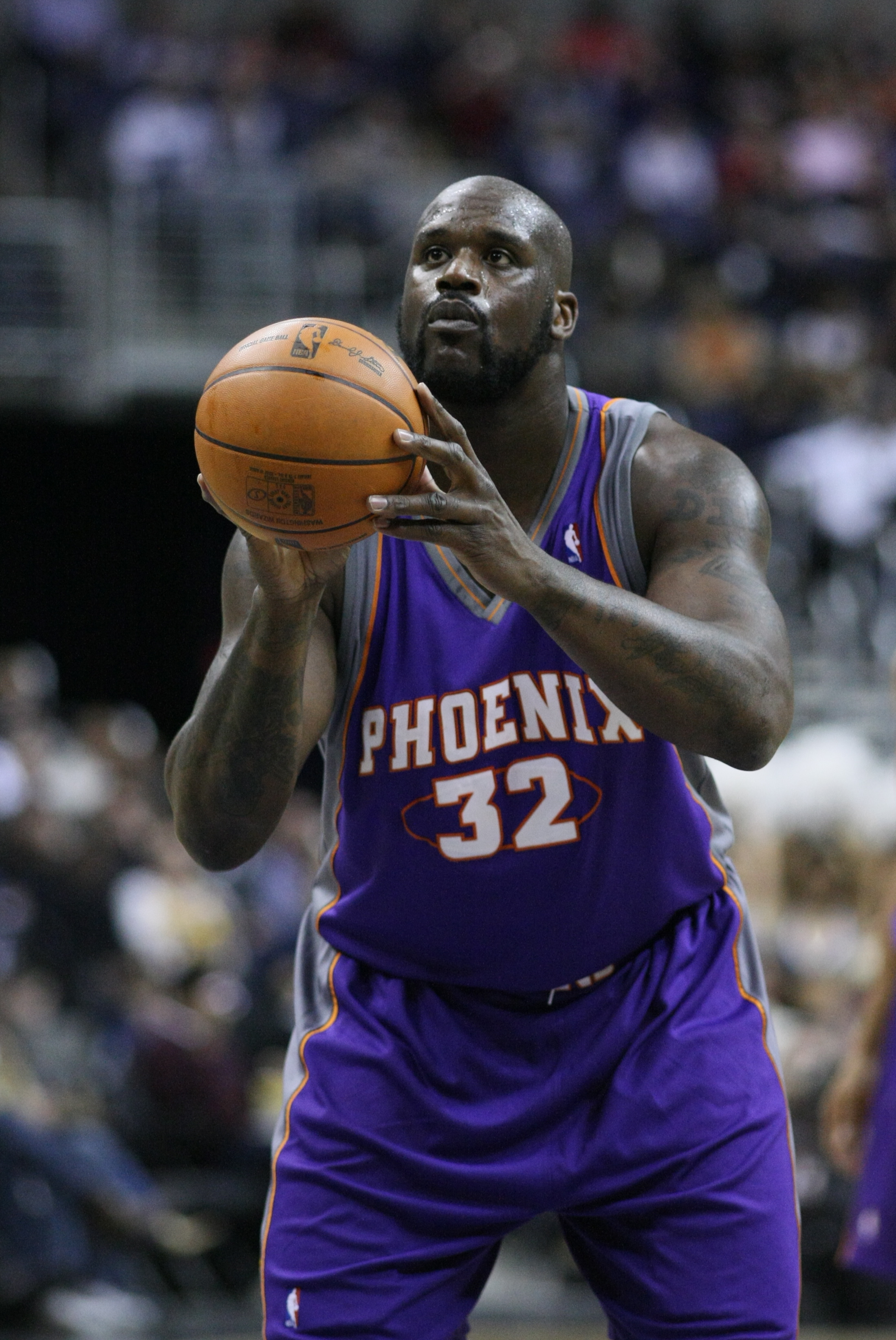
O'Neal, con la camiseta de los Suns en 2009.

El 6 de febrero de 2008 fue traspasado a Phoenix Suns por Shawn Marion y Marcus Banks. O'Neal debutó con los Suns el 20 de febrero ante su exequipo los Lakers, anotando 15 puntos y capturando 9 rebotes, aunque perdió por 130-124. O'Neal mostró una actitud positiva en la conferencia de prensa post-partido, declarando: «Me culpo de la derrota porque no estaba adaptado a mis compañeros [...] Pero dadme cuatro o cinco días y lo conseguiré.»
Sin embargo, en 28 partidos de temporada regular con los Suns, O'Neal promedió 12,9 puntos y 10,6 rebotes por encuentro. Presuntamente, el principal motivo del traspaso fue el de contrarrestar a los Lakers que se habían reforzado con Pau Gasol, en un trato con Memphis 6 días antes, ya que ambos se encontraban encuadrados en la división Pacífico, y eran por tanto rivales directos. Phoenix se enfrentó a los Spurs en la primera ronda de los playoffs de 2008, y cayeron eliminados en cinco partidos. O'Neal promedió 15,2 puntos, 9,2 rebotes y una asistencia por partido durante la serie.
El 16 de febrero del 2009 se convirtió en MVP del All-Star Game en Phoenix junto a Kobe Bryant donde firmó 17 puntos, 5 rebotes y 3 asistencias. Al término de la temporada regular O'Neal acabó con 17,8 puntos y 8,4 rebotes por partido, pero los Suns finalizaron en novena posición de su Conferencia y no se clasificaron para PlayOffs. Siendo la primera vez, desde 1994, que O'Neal se perdía la cita con la postemporada.

#### Cleveland Cavaliers
El 25 de junio de 2009 fue traspasado a Cleveland Cavaliers a cambio de Sasha Pavlovic, Ben Wallace, 500 000 dólares y una segunda ronda del draft de 2010. Al llegar a Cleveland, O'Neal expresó: "Mi consigna es muy simple: ganar un anillo para el Rey", en referencia a LeBron James, quien era el líder del equipo.
El 25 de febrero de 2010 O'Neal sufrió una grave lesión en el pulgar derecho al intentar atajar un tiro de Glen Davis, de los Boston Celtics
Tras operarse del pulgar el 1 de marzo, regresó a las canchas el 17 de abril, en la primera ronda de playoffs contra Chicago Bulls.
En Cleveland, el pívot desempeñó un rol mucho menos significativo que en años anteriores, con una presencia menor en el poste y el promedio de registros más bajos de su carrera en la mayoría de estadísticas. Tras la retirada de Lindsey Hunter el 5 de marzo, O'Neal se convirtió en el jugador de mayor edad en activo. Regresó a la titularidad a tiempo para los playoffs, donde los Cavaliers derrotaron rápidamente a los Chicago Bulls en la primera ronda pero fueron eliminados por los Boston Celtics en las semifinales de la Conferencia Este.

#### Boston Celtics
Tras la temporada en Cleveland Cavaliers y la marcha de LeBron James a Miami Heat, Shaquille firmó un contrato de 2 años (el segundo opcional) por el mínimo de veterano, con los Boston Celtics. Fue presentado con el dorsal número 36, que lució la temporada 2010/2011. El 1 de junio de 2011 anunció su retirada de las canchas tras las múltiples lesiones a lo largo de la temporada.

### Hechos más significativos de su carrera
- En la temporada 1999-00 se unió a Willis Reed (1969-70) y a Michael Jordan (1995-96 y 1997-98) en la lista de únicos ganadores en la misma temporada del MVP de la NBA, MVP de las Finales de la NBA y MVP del All-Star Game.
- Fue elegido en tres ocasiones MVP de las Finales de la NBA (2000, 2001 y 2002), empatando con Magic Johnson y Tim Duncan en la tercera posición histórica tras Michael Jordan (6) y LeBron James (4).
- A pesar de estar considerado un excelente taponador, nunca lideró las estadísticas de la NBA en este apartado, ocurriendo lo mismo con los rebotes.
- Es el único jugador en la historia de la NBA en acabar en primera o segunda posición en la votación por el MVP de la temporada en tres temporadas diferentes con tres distintos equipos (Orlando Magic, Los Angeles Lakers y Miami Heat).
- El mejor partido de toda su carrera fue probablemente el disputado el 6 de marzo de 2000 (el día de su 28.º cumpleaños) con los Lakers ante los Clippers, en el que anotó 61 puntos y consiguió 23 rebotes.[44]
- Su único triple de toda su carrera lo consiguió el 19 de febrero de 1996 ante Milwaukee Bucks.[45]
- A lo largo de su carrera falló 5317 tiros libres, la segunda peor marca de toda la NBA solo superado por Wilt Chamberlain (5805). Ningún otro jugador ha estado cerca de ambos: el tercero en la clasificación es Karl Malone con 3401 errores.
- Lideró la liga en porcentaje de tiros de campo en 10 ocasiones, un récord de la NBA. De hecho, el peor porcentaje de O'Neal en una temporada es del 55,7 %, una marca que le hubiera permitido liderar la clasificación en 22 de las 65 temporadas de la NBA disputadas.
- Intentó al menos un lanzamiento a canasta en 1206 de los 1207 partidos de temporada regular que disputó. La excepción ocurrió el 22 de febrero de 2005, cuando tuvo que dejar el partido a los dos minutos por una lesión en la rodilla.
- Lideró la clasificación de balones perdidos en su primera temporada (1992-93), pero posteriormente jamás volvió a aparecer entre los diez primeros jugadores en esta categoría, algo que nadie ha conseguido jamás.[cita requerida]
- En 605 partidos, prácticamente la mitad de los que disputó, consiguió al menos 20 puntos y 10 rebotes. Su primera vez fue en su segundo partido como profesional, en 1992 contra Washington.[46]
- El 2 de abril de 2013, Los Angeles Lakers retiraron su dorsal, número 34, como homenaje a su carrera en el equipo.
- Es el jugador con más partidos con más de 20 puntos y 10 rebotes en la historia de los playoffs con 118 partidos.[47]

## Estilo de juego
Shaq O'Neal se convirtió en la fuerza más dominante y con mayor presencia de la NBA, sus 2,16 m de estatura y 147 kg (163 kg en las temporadas 6-12 de su carrera) le hicieron famoso por su presencia física.
Su movimiento más característico era el drop step (el propio O'Neal lo definió como "Tornado Negro"), que consistía en recibir el balón y girar sobre su propio eje para hacer un mate. La efectividad de esta jugada contribuyó a que se convirtiera en uno de los jugadores con mejor porcentaje de aciertos en tiros de campo de la historia de la NBA.
Sin embargo, su mayor defecto era ser un pésimo lanzador de tiros libres, el propio O'Neal lo achacaba a temas psicológicos, pues en los entrenamientos promediaba un 80 % de acierto, mientras que en su carrera NBA promedió un 52.7 %. Su mayor récord de lanzamientos de tiros libres errados fue contra Seattle SuperSonics en el año 2000, con 11. Los equipos rivales solían aprovechar esta debilidad, cometiendo muchas faltas sobre O'Neal (lo que se definió como "Hack-a-Shaq").
O'Neal también era un buen defensor, formando parte tres veces del mejor segundo quinteto defensivo de la NBA, su presencia también ayudaba a intimidar a los rivales, que le hacía tener un promedio de 2,3 tapones por partido.

## Estadísticas de su carrera en la NBA
|  | Denota temporada en la que ganó un campeonato de la NBA |
|  | Líder de la liga                                        |

### Temporada regular
| Año      | Equipo      | PJ    | PT    | MPP  | %TC  | %3P  | %TL  | RPP  | APP | ROB | TPP | PPP  |
| -------- | ----------- | ----- | ----- | ---- | ---- | ---- | ---- | ---- | --- | --- | --- | ---- |
| 1992-93  | Orlando     | 81    | 81    | 37.9 | .562 | .000 | .592 | 13.9 | 1.9 | .7  | 3.5 | 23.4 |
| 1993-94  | Orlando     | 81    | 81    | 39.8 | .599 | .000 | .554 | 13.2 | 2.4 | .9  | 2.9 | 29.3 |
| 1994-95  | Orlando     | 79    | 79    | 37.0 | .583 | .000 | .533 | 11.4 | 2.7 | .9  | 2.4 | 29.3 |
| 1995-96  | Orlando     | 54    | 52    | 36.0 | .573 | .500 | .487 | 11.0 | 2.9 | .6  | 2.1 | 26.6 |
| 1996-97  | L.A. Lakers | 51    | 51    | 38.1 | .557 | .000 | .484 | 12.5 | 3.1 | .9  | 2.9 | 26.2 |
| 1997-98  | L.A. Lakers | 60    | 57    | 36.3 | .584 | .000 | .527 | 11.4 | 2.4 | .7  | 2.4 | 28.3 |
| 1998-99  | L.A. Lakers | 49    | 49    | 34.8 | .576 | .000 | .540 | 10.7 | 2.3 | .7  | 1.7 | 26.3 |
| 1999-00  | L.A. Lakers | 79    | 79    | 40.0 | .574 | .000 | .524 | 13.6 | 3.8 | .5  | 3.0 | 29.7 |
| 2000-01  | L.A. Lakers | 74    | 74    | 39.5 | .572 | .000 | .513 | 12.7 | 3.7 | .6  | 2.8 | 28.7 |
| 2001-02  | L.A. Lakers | 67    | 66    | 36.1 | .579 | .000 | .555 | 10.7 | 3.0 | .6  | 2.0 | 27.2 |
| 2002-03  | L.A. Lakers | 67    | 66    | 37.8 | .574 | .000 | .622 | 11.1 | 3.1 | .6  | 2.4 | 27.5 |
| 2003-04  | L.A. Lakers | 67    | 67    | 36.8 | .584 | .000 | .490 | 11.5 | 2.9 | .5  | 2.5 | 21.5 |
| 2004-05  | Miami       | 73    | 73    | 34.1 | .601 | .000 | .461 | 10.4 | 2.7 | .5  | 2.3 | 22.9 |
| 2005-06  | Miami       | 59    | 58    | 30.6 | .600 | .000 | .469 | 9.2  | 1.9 | .4  | 1.8 | 20.0 |
| 2006-07  | Miami       | 40    | 39    | 28.4 | .591 | .000 | .422 | 7.4  | 2.0 | .2  | 1.4 | 17.3 |
| 2007-08  | Miami       | 33    | 33    | 28.6 | .581 | .000 | .494 | 7.8  | 1.4 | .6  | 1.6 | 14.2 |
| 2007-08  | Phoenix     | 28    | 28    | 28.7 | .611 | .000 | .513 | 10.6 | 1.7 | .5  | 1.2 | 12.9 |
| 2008-09  | Phoenix     | 75    | 75    | 30.0 | .609 | .000 | .595 | 8.4  | 1.7 | .6  | 1.4 | 17.8 |
| 2009-10  | Cleveland   | 53    | 53    | 23.4 | .566 | .000 | .496 | 6.7  | 1.5 | .3  | 1.2 | 12.0 |
| 2010-11  | Boston      | 37    | 36    | 20.3 | .667 | .000 | .557 | 4.8  | .7  | .4  | 1.1 | 9.2  |
| Total    | Total       | 1,207 | 1,197 | 34.7 | .582 | .045 | .527 | 10.9 | 2.5 | .6  | 2.3 | 23.7 |
| All-Star | All-Star    | 12    | 9     | 22.8 | .551 | .000 | .452 | 8.1  | 1.4 | 1.1 | 1.6 | 16.8 |

### Playoffs
| Año   | Equipo      | PJ  | PT  | MPP  | %TC  | %3P  | %TL  | RPP  | APP | ROB | TPP | PPP  |
| ----- | ----------- | --- | --- | ---- | ---- | ---- | ---- | ---- | --- | --- | --- | ---- |
| 1994  | Orlando     | 3   | 3   | 42.0 | .511 | .000 | .471 | 13.3 | 2.3 | .7  | 3.0 | 20.7 |
| 1995  | Orlando     | 21  | 21  | 38.3 | .577 | .000 | .571 | 11.9 | 3.3 | .9  | 1.9 | 25.7 |
| 1996  | Orlando     | 12  | 12  | 38.3 | .606 | .000 | .393 | 10.0 | 4.6 | .8  | 1.2 | 25.8 |
| 1997  | Los Ángeles | 9   | 9   | 36.2 | .514 | .000 | .610 | 10.6 | 3.2 | .6  | 1.9 | 26.9 |
| 1998  | Los Ángeles | 13  | 13  | 38.5 | .612 | .000 | .503 | 10.2 | 2.9 | .5  | 2.6 | 30.5 |
| 1999  | Los Ángeles | 8   | 8   | 39.4 | .510 | .000 | .466 | 11.6 | 2.3 | .9  | 2.9 | 26.6 |
| 2000  | Los Ángeles | 23  | 23  | 43.5 | .566 | .000 | .456 | 15.4 | 3.1 | .6  | 2.4 | 30.7 |
| 2001  | Los Ángeles | 16  | 16  | 42.3 | .555 | .000 | .525 | 15.4 | 3.2 | .4  | 2.4 | 30.4 |
| 2002  | Los Ángeles | 19  | 19  | 40.8 | .529 | .000 | .649 | 12.6 | 2.8 | .5  | 2.5 | 28.5 |
| 2003  | Los Ángeles | 12  | 12  | 40.1 | .535 | .000 | .621 | 14.8 | 3.7 | .6  | 2.8 | 27.0 |
| 2004  | Los Ángeles | 22  | 22  | 41.7 | .593 | .000 | .429 | 13.2 | 2.5 | .3  | 2.8 | 21.5 |
| 2005  | Miami       | 13  | 13  | 33.2 | .558 | .000 | .472 | 7.8  | 1.9 | .4  | 1.5 | 19.4 |
| 2006  | Miami       | 23  | 23  | 33.0 | .612 | .000 | .374 | 9.8  | 1.7 | .5  | 1.5 | 18.4 |
| 2007  | Miami       | 4   | 4   | 30.3 | .559 | .000 | .333 | 8.5  | 1.3 | .2  | 1.5 | 18.8 |
| 2008  | Phoenix     | 5   | 5   | 30.0 | .440 | .000 | .500 | 9.2  | 1.0 | 1.0 | 2.6 | 15.2 |
| 2010  | Cleveland   | 11  | 11  | 22.1 | .516 | .000 | .660 | 5.5  | 1.4 | .2  | 1.2 | 11.5 |
| 2011  | Boston      | 2   | 0   | 6.0  | .500 | .000 | .000 | .0   | .5  | .5  | .0  | 1.0  |
| Total | Total       | 216 | 214 | 37.5 | .563 | .000 | .504 | 11.6 | 2.7 | .5  | 2.1 | 24.3 |

## Carrera musical
A partir de 1993, O'Neal comenzó su carrera en el mundo de la música. Ha lanzado al mercado cinco álbumes de estudio y un álbum recopilatorio. Aunque sus habilidades como rapero suelen ser criticadas, se ha destacado que continuamente ha estado "progresando como rapero en pequeños pasos, no a pasos agigantados". Su álbum debut en 1993, Shaq Diesel, recibió certificación de platino por la RIAA.

### Álbumes
| Información del álbum |
| --- |
| Shaq Diesel - Fecha de lanzamiento: 26 de octubre de 1993 - Posiciones en lista: #25 Billboard 200, #10 Top R&B/Hip-Hop Albums - Última certificación de la RIAA: Platino - Sencillos: "(I Know I Got) Skillz", "I'm Outstanding", "Shoot Pass Slam" |
| Shaq-Fu: Da Return - Fecha de lanzamiento: 8 de noviembre de 1994 - Posiciones en lista: #67 Billboard 200, #19 Top R&B/Hip-Hop Albums - Última certificación de la RIAA: Oro - Sencillos: "Biological Didn't Bother", "No Hooks"                    |
| You Can't Stop the Reign - Fecha de lanzamiento: 19 de noviembre de 1996 - Posiciones en lista: #82 Billboard 200, #21 Top R&B/Hip-Hop Albums - Última certificación de la RIAA: Oro - Sencillos: "Can't Stop The Reign", "Strait Playin'"           |
| Respect - Fecha de lanzamiento: 15 de septiembre de 1998 - Posiciones en lista: #58 Billboard 200, #8 Top R&B/Hip-Hop Albums - Última certificación de la RIAA: N/A - Sencillos: "The Way It's Going Down", "Blaq Supaman", "Fly Like An Eagle"      |
| Shaquille O'Neal Presents His Superfriends, Vol. 1 - Fecha de lanzamiento: 9 de octubre de 2001 - Posiciones en lista: N/A - Última certificación de la RIAA: N/A - Sencillos: "Connected", "In The Sun", "I Don't Care"                             |

### Compilaciones y bandas sonoras
Compilaciones
| Información del álbum |
| --- |
| The Best of Shaquille O'Neal - Fecha de lanzamiento: 12 de noviembre de 1996 - Posiciones en lista: - Última certificación de la RIAA: Oro - Sencillos: "I'm Outstanding" |

Bandas sonoras
| Información del álbum |
| --- |
| Kazaam - Fecha de lanzamiento: 18 de junio de 1996 - Posiciones en lista: N/A - Última certificación de la RIAA: Oro - Sencillos: "I'll Make Your Dream Come True", "Wishes"                 |
| Steel - Fecha de lanzamiento: 29 de julio de 1997 - Posiciones en lista: #185 Us, #26 Top R&B/Hip Hop - Última certificación de la RIAA: Oro - Sencillos: "Men of Steel", "Straight Playin'" |

### Sencillos
| Año  | Canción                                                     | U.S. Hot 100 | U.S. R&B | U.S. Rap | Álbum                                              |
| ---- | ----------------------------------------------------------- | ------------ | -------- | -------- | -------------------------------------------------- |
| 1993 | (I Know I Got) Skillz (feat. Def Jef)                       | 35           | 20       | 3        | Shaq Diesel                                        |
| 1994 | I'm Outstanding                                             | 47           | 29       | 6        | Shaq Diesel                                        |
| 1994 | Shoot Pass Slam                                             | -            | -        | -        | Shaq Diesel                                        |
| 1994 | Biological Didn't Bother                                    | 78           | 54       | 18       | Shaq-Fu: Da Return                                 |
| 1995 | No Hook (feat. RZA & Method Man)                            | -            | 66       | 16       | Shaq-Fu: Da Return                                 |
| 1996 | You Can't Stop the Reign (feat. The Notorious B.I.G.)       |              | 54       |          | You Can't Stop the Reign                           |
| 1996 | Straight Playin (feat. Peter Gunz & DJ Quik)                | -            | 33       | -        | You Can't Stop the Reign                           |
| 1997 | Men of Steel (feat. Ice Cube, B-Real, Peter Gunz & KRS-One) | 82           | 53       | 10       | BSO Steel                                          |
| 1998 | The Way It's Goin' Down (feat. Peter Gunz)                  | -            | 47       | -        | Respect                                            |
| 2001 | Connected (feat. WC & Nate Dogg)                            | -            | 4        | -        | Shaquille O'Neal Presents His Superfriends, Vol. 1 |

### Apariciones Musicales
- Aaron Carter - "That's How I Beat Shaq(Song and Video)"
- Bone Crusher - "Supa Man (Remix)"
- Canibus - "ShoGun"
- DJ Kay Slay - "In The Ghetto" (con Fat Joe, Sheek Louch, Cassidy & Jim Jones)
- DJ Kay Slay - "You Can't Stop The Reign" (con Bun B, Razah & Papoose)
- DJ Kay Slay - "You Can't Stop The Reign (Remix)" (con Busta Rhymes, Remy Ma, Papoose & Razah)
- DJ Tomekk - "How You Like That (Remix)"
- Fu-Schnickens - "What's Up Doc? (Can We Rock?)"
- King Tee - "Shake Da Spot"
- Michael Jackson - "2 Bad"
- Mr. Short Khop - "M.V.P.'s"
- New Edition - "Hit Me Off (Remix)"
- Public Announcement - "All Work, No Play" (con Roger Troutman)
- Quincy Jones - "Stomp" (con Coolio, Chaka Khan, Mr. X, Melle Mel, Luniz, Charlie Wilson & Yo-Yo)
- Smooth - "Strawberries (Remix)" (con Roger Troutman)
- Warren G - "My Dear"
- Westside Connection - "Bow Down (Remix)"
- Ray-J - "Sexy Can I (con Bow Wow)"

Apariciones en videos musicales
| Título                   | Año  | Artista(s)                                              | Director(es)   |
| ------------------------ | ---- | ------------------------------------------------------- | -------------- |
| "Make 'Em Say Uhh!"      | 1998 | Master P con Fiend, Silkk the Shocker, Mia X & Mystikal | Michael Martin |
| "Still D.R.E."           | 1999 | Dr. Dre con Snoop Dogg                                  | Hype Williams  |
| "That's How I Beat Shaq" | 2001 | Aaron Carter                                            | Bernard Gorily |
| "You Wouldn't Believe"   | 2001 | 311                                                     | Mark Kohr      |
| "Bad Boy for Life"       | 2001 | P. Diddy, Black Rob y Mark Curry                        | Chris Robinson |
| "Dance with My Father"   | 2003 | Luther Vandross                                         | Diane Martel   |
| "Vanilla Twilight"       | 2010 | Owl City                                                | Steve Hoover   |
| "Don't Wanna Know"       | 2016 | Maroon 5 con Kendrick Lamar                             | David Dobkin   |
| "Todo de ti"             | 2021 | Rauw Alejandro                                          | Marlon P       |

## Filmografía
| Año  | Título              | Papel                    | Notas |
| ---- | ------------------- | ------------------------ | ----- |
| 1993 | CB4                 | Él mismo                 | Cameo |
| 1994 | Blue Chips          | Neon Boudeaux            |       |
| 1996 | Kazaam              | Kazaam                   |       |
| 1997 | Good Burger         | Él mismo                 |       |
| 1997 | Steel               | John Henry Irons / Steel |       |
| 1998 | He Got Game         | Él mismo                 |       |
| 2001 | The Wash            | Norman                   |       |
| 2001 | Freddy Got Fingered | Él mismo                 |       |
| 2004 | After the Sunset    | Él mismo                 |       |
| 2006 | Scary Movie 4       | Él mismo                 |       |
| 2008 | The House Bunny     | Él mismo                 |       |
| 2011 | Jack and Jill       | Él mismo                 |       |
| 2013 | Grown Ups 2         | Oficial Fluzoo           |       |
| 2013 | The Smurfs 2        | Smooth Smurf             | Voz   |
| 2014 | The Lego Movie      | Él mismo                 | Voz   |
| 2014 | Blended             | Doug                     |       |
| 2018 | Show Dogs           | Karma                    | Voz   |
| 2018 | Uncle Drew          | Big Fella                |       |
| 2019 | What Men Want       | Él mismo                 |       |
| 2020 | Hubie Halloween     | DJ Aurora                |       |
| 2022 | Jackass Forever     | Él mismo                 | Cameo |

## Lucha libre profesional

### WWE
Fue invitado para ser el general mánager de Monday Night Raw de la World Wrestling Entertainment, a lo cual aceptó. Fue presentado en la edición del 27 de julio de 2009, en la cual protagonizó un violento encontronazo con The Big Show que podría haber quedado en una pequeña rivalidad pero pasó a un duelo el cual inmediatamente terminó con un empujón de Shaq a Big Show el cual se retiró después con Chris Jericho compañero de Campeonato Unificado por Parejas (Mundial y en Parejas).
Regresó a WWE en WrestleMania 32 como participante sorpresa de la André The Giant Battle Royal ante el asombro del público y de su antiguo rival, Big Show. Shaq eliminó a Damien Sandow antes de ser eliminado junto con Big Show por el resto de los participantes.

### All Elite Wrestling
El 11 de noviembre de 2020 en Dynamite, Jade Cargill interrumpió a Cody Rhodes y se burló de la llegada de O'Neal en All Elite Wrestling (AEW). Hizo un cameo en Being The Elite y luego se confirmó que O'Neal había aparecido detrás del escenario en grabaciones recientes de AEW, incluido Full Gear. Apareció el 9 de diciembre en Dynamite y se dirigió a AEW en una entrevista con Tony Schiavone y Brandi Rhodes. Al final de la entrevista, Brandi le arrojó agua a O'Neal después de decirle que buscara consejos de Cargill, quien le había roto el brazo a Brandi hace varias semanas. El 3 de marzo de 2021 en Dynamite, O'Neal formará equipo con Jade Cargill para enfrentar a Cody Rhodes y Red Velvet.

## Vida personal

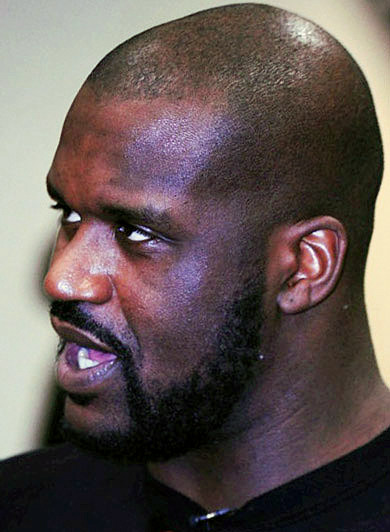
Shaq, durante una visita a la Buckley Air Force Base, en Colorado.

O'Neal nació en Newark, Nueva Jersey, donde estuvo alejado de su padre biológico, Joseph Toney, quien luchaba contra su adicción a las drogas y fue encarcelado por falsificar cheques cuando Shaq era un niño. Tras cumplir condena, Toney no se ocupó de su hijo y estuvo de acuerdo en que su sitio lo ocupara el padrastro de O'Neal, Phillip A. Harrison, un sargento del ejército. O'Neal y Toney nunca han hablado, y el jugador no ha expresado interés alguno por una reconciliación. En su álbum de rap de 1994, Shaq Fu: The Return, O'Neal expresó sus sentimientos hacia Toney en la canción "Biological Didn't Bother" ("Lo biológico no me importó"), refiriéndose además a Harrison en el verso "Phil es mi padre". Tras ganar el tercer campeonato de la NBA con los Lakers, a O'Neal le preguntaron por su padre y respondió: "No me molesta hablar de eso, pero ese hombre no existe para mí". Por entonces, se informó que Toney vivía y trabajaba en una iglesia de Newark ubicada a 15 minutos del Continental Airlines Arena, pabellón de New Jersey Nets, donde O'Neal ganó su tercer anillo de campeón. Toney dijo estar vivo y arrepentido, pero en cambio el jugador aseguró que lo que busca es "dinero y fama".
En su mansión en Orlando, Florida, O'Neal tiene una sala de proyección casera con dos filas de cinco sillas retractables, una pantalla gigante, luces de Superman y otro símbolo del superhéroe en el suelo, entre otras cosas. También incluye una pista de baloncesto interior.
O'Neal, cuya madre, Lucille, es bautista, y su padrastro musulmán, no ha anunciado oficialmente su afiliación con una fe específica aunque en 2002 el Los Angeles Times identificara a O'Neal como musulmán. Los saludos que el pívot intercambió con Hidayet Türkoğlu antes de cada partido durante las Finales de Conferencia contra Sacramento Kings de aquel año, el periódico los interpretó como "una cosa musulmana", e informó que Turkoglu no estaba sorprendido por los gestos de O'Neal debido a que, según el turco, "la gente musulmana se apoya el uno al otro".
O'Neal fue iniciado en la francmasonería el 11 de junio de 2011, en la logia Widow's Son No.28 en Boston (Massachusetts).

### Relaciones
O'Neal se casó con Shaunie Nelson el 26 de diciembre de 2002. La pareja tiene cuatro hijos (Shareef, Amirah, Shaqir y Me'arah), aunque Nelson cuenta con un hijo de una relación previa (Myles) y O'Neal con una hija (Taahirah), por lo que ambos son padres de seis hijos. La familia residía en Star Island, en Miami, Florida. El 4 de septiembre de 2007, O'Neal se divorció de su esposa tras cinco años de matrimonio. Según el acuerdo prenupcial que firmaron, Shaunie obtuvo la custodia de los niños y el Shaq contó con libre acceso a visitarlos en cualquier momento. El jugador argumentó que el "matrimonio entre ambas partes está irreparablemente roto". Shaunie dijo más tarde que la pareja había vuelto a estar junta y que se había retirado el divorcio. Sin embargo, el 10 de noviembre de 2009, Shaunie presentó un intento de divorcio, alegando diferencias irreconciliables.
En verano de 2010, O'Neal comenzó a salir con la estrella de televisión Nicole "Hoopz" Alexander. La pareja vivió en la casa de O'Neal en Sudbury (Massachusetts) hasta que cortaron en 2012.
Desde 2014, O'Neal ha estado saliendo con la modelo Laticia Rolle.
Su hijo Shareef (n. 2000), jugó al baloncesto universitario en UCLA y en 2020 fue transferido a la universidad de Lusiana, donde también jugó Shaq.

### Enemistad con Kobe Bryant
Pese a que Kobe y Shaquille fueran compañeros durante varios años en Los Angeles Lakers, su relación personal nunca fue tan buena como quizás debiera ser. Ya en su época de compañeros tuvieron algunos enfrentamientos verbales en público que hicieron actuar a los dirigentes del equipo, llegando a amenazar con una multa si ambos se salían de tono en público. Sin embargo, Kobe no hizo caso a esta amenaza, llegando a decir en una entrevista que "estaba exagerando una lesión en el dedo pequeño del pie" y "que estaba gordo". Esto hizo estallar a Shaquille, llegando a decir (según el libro del propio jugador, "Shaq sin censura: mi historia") que "iba a matarle".
Otro de los encontronazos más conocidos entre ambos jugadores se da en 2008, en el que el pívot americano ataca a Bryant en una canción, en la que dice "Kobe, ¿a qué sabe mi culo? Ya saben cómo soy, la semana pasada Kobe no pudo hacer nada sin mí". Sin embargo, tras el paso del tiempo la relación entre ambos jugadores ha ido siendo más calmada y fluida, llegando a abrazarse tras un partido recientemente. Pese a ello, aún hay alguna declaración en la que se lanzan dardos envenenados, como la dicha por Kobe Bryant tras superar el registro de 30000 puntos en la NBA: "habría conseguido 40000 puntos sin Shaq". Pese a todo, el mismo pique podría haber sido algo premeditado. En una entrevista hecha para la cadena ESPN, Shaquille O'Neal reconoció que sus desencuentros tanto con Kobe Bryant como por su exentrenador en los Lakers Phil Jackson fueron hechos para "vender" y "solo por marketing". Además, en esa misma entrevista admitió que "quería mucho a Kobe", que "habrían ganado varios anillos más" si se hubieran mantenido juntos y que Phil Jackson "es el mejor entrenador de la historia de la NBA".
Tras la muerte de Kobe, en 2020, Shaquille habló en la TNT sobre como le había afectado su muerte:

"Bueno, como saben, los dos últimos meses han sido realmente difíciles. Perdí a mi hermana pequeña y no he podido dormir ni hacer las cosas que habitualmente suelo hacer. Trabajo, nos reímos, bromeamos... pero cuando llego a casa miro la realidad, veo que se ha ido y me duele. El otro día estaba con mi hijo Shaqir y mi sobrino Colon y mi otro sobrino vino llorando enseñarme su teléfono. Yo le respondí bruscamente: 'Hombre, quita eso'. Vivimos en un mundo en el que cualquier cosa puede ser retocada. No quería creerlo. Luego recibí la llamada de Ernie (Johnson), Charles (Barkley), Kenny (Smith)... y descubrimos que estaba confirmado, no había sentido un dolor agudo en mucho tiempo. Tengo 47 años, perdí a dos abuelas, perdí a mi hermana y ahora perdí un hermano pequeño"

.

### Labor policial
O'Neal se convirtió en oficial de reserva de policía en Los Ángeles en 2005 y, desde entonces, ha entrenado y jurado en distintas fuerzas policiales. Aunque no es su trabajo a tiempo completo, le gusta colaborar cuando puede y lo ha hecho en varias ocasiones.
Desde entonces ha ocupado diversos cargos, incluyendo oficial de reserva y agente honorario. Ha trabajado con diversas agencias del orden público, como la Policía Portuaria de Los Ángeles, el Departamento de Policía de Miami Beach y el Departamento de Policía de Doral, entre otras. Su participación va más allá de un simple título; participa activamente en iniciativas de divulgación comunitaria y reclutamiento. En 2023 fue la cara visible de un anuncio promocional de captación para el cuerpo.
Ha presenciado situaciones increíbles durante su etapa como oficial, y él mismo compartió una anécdota en sus redes sociales, sobre cómo un hombre, con todo tipo de armas de fuego, decidió detener un tiroteo contra la policía, al reconocerle y decir que era aficionado de los Lakers.